# Aloysius Gonzaga
Aloisius Gonzaga, italienska: Luigi Gonzaga, född 9 mars 1568 i Castiglione delle Stiviere i närheten av Mantua, död 21 juni 1591 i Rom, var en italiensk jesuit. Han vördas som helgon inom Romersk-katolska kyrkan, med festdag den 21 juni.

## Biografi
Aloisius Gonzaga föddes i den högadliga familjen Gonzaga som son till Ferrante Gonzaga (1544–1586), markis av Castiglione, och dennes hustru Marta Tana di Santena da Chieri (1550–1605), som var hovdam åt Elisabeth av Valois, gift med Filip II.
Vid åtta års ålder skickades Aloysius till storhertigen av Toscanas hov i Florens, för att där uppfostras för livet i de högsta kretsarna. Aloysius var dock totalt ointresserad av hovets flärd och intriger och kände avsmak för adelns lösaktiga moral. Under flera timmar brukade han knäböja inför bebådelsebilden i kyrkan Santissima Annunziata i Florens. Vid tio års ålder avlade han inför Jungfru Maria ett löfte om evig kyskhet. På uppmuntran av biskopen Carlo Borromeo inträdde Aloysius 1585 i Jesuitordens novitiat. Två år senare avlade han sina eviga ordenslöften.
Aloysius ägnade sig nu helt åt sina studier och åt de sjuka. Under en svår pestepidemi i Rom blev han själv smittad, då han tjänade de pestdrabbade. Han avled i juni 1591, 23 år gammal.
Aloysius skrev flera brev till sin mor. Ett av dem speglar att han, drabbad av pestsmitta, är medveten om sin förestående död och gör sig redo för att möta Gud:
| ” | När jag passerar över denna flod till den strand, där allt mitt hopp är förankrat. | „ |

Aloisius Gonzaga har fått sitt sista vilorum i kyrkan Sant'Ignazio i centrala Rom. Han vördas som ungdomens skyddshelgon.

## Bilder
| - Den helige Aloysius. Målning av Francisco de Goya cirka år 1798. - Den helige Aloysius kallelse. Målning av Guercino från cirka år 1650. - Sankt Aloysius gravmonument och altare i kyrkan Sant'Ignazio. Marmorreliefen är ett verk av Pierre Legros den yngre 1697–1699. - Aloysius Gonzagas grav. |